# أيرام كابريرا
أيرام لوبيز كابريرا (بالإسبانية: Airam López Cabrera)‏ (مواليد 21 أكتوبر 1987) هو لاعب كرة قدم إسباني يلعب حاليًا لنادي كورونا كييلتسى البولندي.

## روابط خارجية
- أيرام كابريرا على موقع قاعدة بيانات كرة القدم.إي يو (الإنجليزية)
- أيرام كابريرا على موقع Soccerway.com (الإنجليزية)
- أيرام كابريرا على موقع عالم كرة القدم.نت (الإنجليزية)
- أيرام كابريرا على موقع AS.com (الإسبانية)

- Airam Cabrera